# Убийство семьи Аветисян
Убийство семьи Аветисян в Гюмри — убийство семи членов армянской семьи Аветисян (включая двухлетнего ребёнка и шестимесячного младенца), произошедшее 12 января 2015 года в городе Гюмри. За совершение убийства осужден (приговор — пожизненное заключение) военнослужащий 102-й российской военной базы Валерий Павлович Пермяков, самовольно покинувший расположение части и задержанный в тот же день при попытке пересечения армяно-турецкой границы.

## Убийство
11 января 2015 года Валерий Пермяков, военнослужащий расположенной в Гюмри 102-й российской военной базы, заступил в ночной караул. Примерно в 4 часа утра 12 января Пермяков с автоматом АК-74, а также с двумя магазинами патронов самовольно покинул расположение части, точнее караульный пост складов РАВ. Дезертир направился к армяно-турецкой границе, намереваясь пересечь её и затеряться на территории Турции.
Спустя некоторое время после побега Пермяков решил проникнуть в одно из домовладений, расположенных на улице Мясникяна примерно в 30 минутах ходьбы от российской военной части. Войдя в общий двор через ворота, которые запираются лишь символически, Пермяков обнаружил несколько отдельно стоящих одноэтажных домов. Солдат, сломав раму стеклянной части входной двери, проник внутрь строения. Поскольку все ещё спали, соседи не заметили Пермякова. Однако, в какой-то момент проснулся один из членов семьи Аветисян. На звук выскочили 53-летний Сергей Аветисян и его 33-летний сын Армен. Валерий Пермяков открыл по ним огонь из автомата. Из автомата он убил и находящихся в своих постелях супругу и мать ранее убитых, 51-летнюю Асмик Аветисян, а также 35-летнюю дочь Аиду, 24-летнюю невестку Араксию и двухлетнюю внучку Асмик. После того как был произведён 21 выстрел, у Пермякова заклинил автомат, он семь раз ударил штык-ножом в грудь плачущего шестимесячного Сергея Аветисяна. Младенец скончался спустя семь дней, несмотря на усилия армянских и российских врачей.
После совершённой им бойни Валерий Пермяков, переодевшись в вещи убитых и бросив автомат, покинул место преступления. В 12 часов 30 минут тела семьи Аветисян были обнаружены соседями (они же дальние родственники).

## Задержание
В ночь на 13 января Валерий Пермяков был задержан военнослужащими Пограничного управления ФСБ России в Армении при попытке пересечения армяно-турецкой границы близ села Баяндур, которое расположено на левом берегу пограничной реки Ахурян в 16 км от Гюмри. В ходе осмотра у беглеца было обнаружено 13 долларов, три мобильника и фонарик. Вскоре задержанный российскими пограничниками Пермяков был передан командиру 102-й военной базы РФ в Армении. В связи с этим общественная организация «Объединение информированных граждан» заявила, что пограничники РФ нарушили ст. 4 «Соглашения между Российской Федерацией и Республикой Армения по вопросам юрисдикции и взаимной правовой помощи по делам, связанным с нахождением российской военной базы на территории Республики Армения», так как не имели права передавать преступника в расположение 102-й военной базы. В связи с этим нарушением та же организация также заявила о необходимости возбуждения уголовного преследования в отношении тех пограничников, которые помогли Пермякову избежать задержания правоохранительными органами Армении. Пермяков оказался под российской юрисдикцией и не мог быть выдан Армении, поскольку 61-я статья конституции РФ запрещает выдавать российских граждан другому государству.

## Расследование
По факту преступления правоохранительными органами Армении было возбуждено уголовное дело по ч. 2 статьи 104 уголовного кодекса Армении («убийство двух и более лиц»). Также правоохранительными органами РФ было возбуждено уголовное дело по ч. 2 статьи 105 Уголовного Кодекса РФ («убийство двух и более лиц»). Согласно советнику руководителя Следственного комитета Армении Соне Трузян, Пермяков самовольно покинул расположение военной базы и в доме убитых Аветисян следователи обнаружили военные ботинки, обозначенные с внутренней стороны его именем и фамилией. Баллистическая экспертиза показала, что выстрелы были произведены из автомата АК-74 1981 года выпуска, числящегося за Валерием Пермяковым.
Пермяков признался в убийстве шести человек в Гюмри. Пермяков рассказал, что покинул свой пост, отправился гулять по городу, пошёл по известному адресу, чтобы якобы выпить воды, постучался, ему не открыли. Попытался проникнуть в дом, потом кто-то в доме отозвался, и Пермяков стал стрелять. Кадры оперативной видеосъёмки места происшествия, обнародованные полицией, свидетельствуют о том, что все тела погибших, в том числе двухлетней девочки, были обнаружены в постелях.
Назначенный адвокат Тамара Айлоян, присутствовавшая при допросе Пермякова и отказавшаяся его защищать, отметила: «он [Пермяков] совершенно не оставлял впечатление психически больного. Отвечал на вопросы лаконично, но в ходе допроса иногда засыпал, видимо, из-за усталости». Будет ли назначена и где будет проводиться судебно-психиатрическая экспертиза, пока неизвестно.

## Обвиняемый
Обвиняемый — военнослужащий 102-й российской военной базы Валерий Павлович Пермяков. Его родители — Павел Геннадьевич и Мария Кузьминична — христиане веры евангельской (одна из ветвей пятидесятников). Отец занимается ремонтом холодильников и является пастором Церкви христиан веры евангельской в Забайкалье. У Валерия есть старшие брат и четыре сестры (из них трое от первого брака отца), брат был осуждён за убийство или попытку убийства своей жены.
Валерий закончил 9 классов средней школы № 6 города Балей Забайкальского края. 20 мая 2014 года был призван на службу из Балея. 3 декабря из третьей роты учебной части в/ч 21250-в в Чите был переведён в Гюмри, служил в танковом батальоне. По словам сослуживцев, он производил впечатление нормального человека и проблем со службой не имел. Однако 5 февраля 2015 года издание Газета.Ru со ссылкой на собственные источники опубликовало статью о том, что Валерий Пермяков страдает психическим заболеванием — олигофренией, и поэтому не только не имел права заступать в караул с оружием, но и вообще не должен был призываться на военную службу. 9 апреля агентство новостей Интерфакс сообщило о стационарно проведённой на территории базы в Гюмри психиатрической экспертизе, которая признала Пермякова вменяемым, несмотря на выявленные определённые отклонения и расстройства.

## Суд
На основании двустороннего соглашения о статусе военной базы, расположенной на севере Армении, было принято решение, что суд над Валерием Пермяковым будет проходить в Армении в гарнизонном военном суде на территории российской военной базы.
Армянская и российская стороны согласовывали совместное обвинительное заключение на основе российского законодательства.
Суд одновременно рассматривал обвинения, предъявленные российскими военными следователями по эпизодам, связанным с дезертирством с оружием.
12 августа 2015 года 5-й гарнизонный военный суд приговорил Пермякова к 10 годам лишения свободы за дезертирство, хищение и незаконное ношение оружия.
23 августа 2016 г. Ширакский областной суд Армении, заседание которого проходило на территории военной базы, признал Пермякова виновным по всем пунктам обвинения и приговорил к пожизненному заключению за убийство, разбойное нападение и незаконное пересечение границы.
Родственники погибших также предъявили к России иск о компенсации в 450 тысяч евро. Согласно их позиции, командование, зная о психических отклонениях Пермякова, выдало ему оружие, а Россия несёт ответственность за действия военнослужащих своей базы.

## Реакция

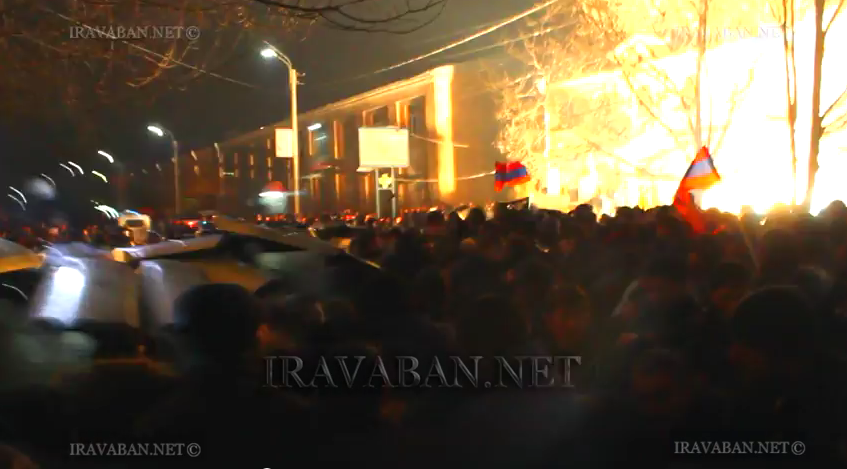
Протесты 15 января в Гюмри

Посольство РФ выразило соболезнования по случаю инцидента. По сообщению Генерального штаба Вооружённых сил РФ, с весны 2016 года личный состав 102-й российской военной базы в Армении будет комплектоваться исключительно военнослужащими по контракту.
13 января группа граждан Армении провела митинг у посольства РФ в Ереване. По информации, полученной от сайта ekhokavkaza.com, протестующие потребовали выведения российской военной базы с территории страны и отзыва посла России в Армении. Протестное шествие прошло также в Гюмри.
14 января тысячи демонстрантов прорвались к российской базе в Гюмри и потребовали выдачи российского солдата армянским правоохранительным органам. Прошёл также многолюдный протест у резиденции президента Армении Сержа Саргсяна в Ереване.
15 января в Ереване перед посольством РФ во время митинга имели место столкновения, протестующие вступили в драку с полицией, которая помешала им сжечь российский флаг перед посольством России в Ереване.
В тот же день вечером в Гюмри проходили массовые протесты. По словам директора медицинского центра Гюмри Армена Исаакяна, после акции протеста в Гюмри и возникшей там потасовки в больницы 15 и 16 января обратились 28 человек (в том числе 18 полицейских). Большинство из них выписались после первой медицинской помощи. 19 января губернатор Ширака сообщил, что общее число пострадавших достигло 33.
В ходе прошедшей вечером 15 января в Гюмри акции протеста подвергнуты приводу 21 человек. В Ереване в ходе аналогичной акции подвергнуты приводу 38 человек. Все были отпущены. В отношении около 20 человек были составлены протоколы об административном правонарушении.
19 января, в день смерти последнего члена семьи Аветисян, из Еревана в Гюмри были отправлены силы спецназа полиции. В Гюмри находятся начальник полиции Армении Владимир Гаспарян и его заместители, которые в здании областной полиции провели совещание.
Акции памяти погибших членов семьи Аветисян состоялись у посольства Армении в Москве.
Власти Армении к жителям так и не обратились, не был объявлен траур. 22 января в Гюмри начался сбор подписей за выдачу Пермякова армянскому правосудию.

## Последующие события
18 мая 2017 года осуждённый судом Армении к пожизненному заключению Пермяков был передан российской стороне согласно Московской конвенции 1998 года «О передаче осуждённых к лишению свободы для дальнейшего отбывания наказания». Российская сторона гарантировала исполнение приговора.